# Cuenca del Petén

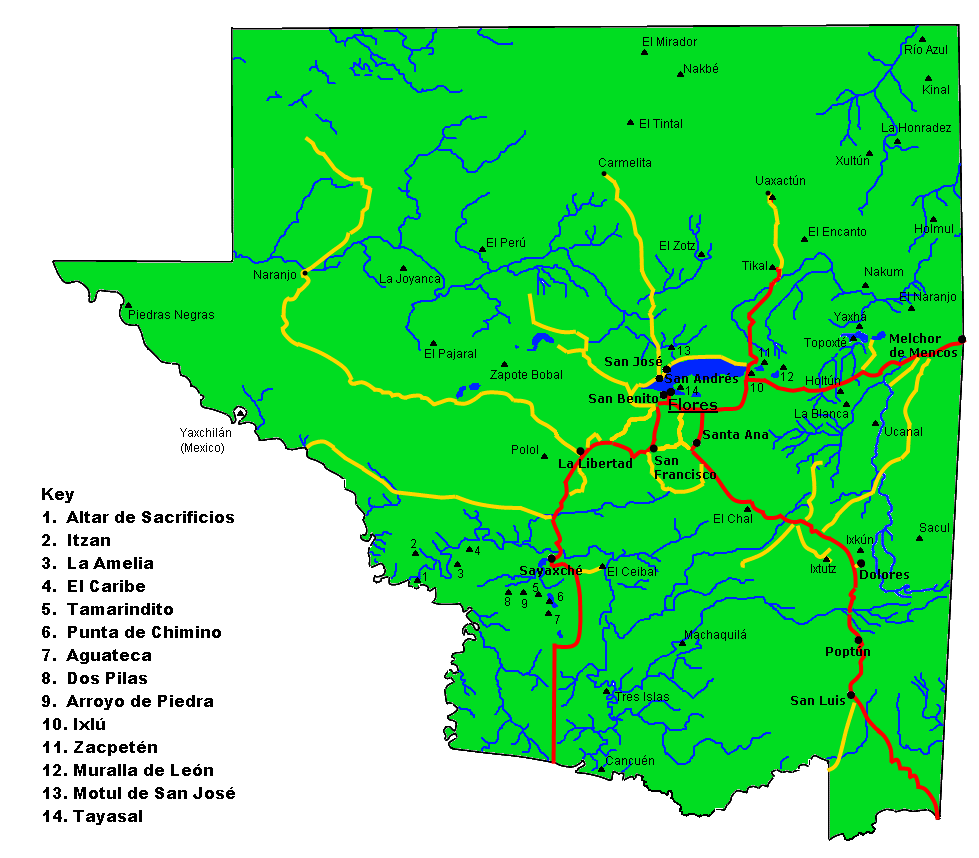
Mapa del Petén mostrando algunos de los principales yacimientos arqueológicos.

La Cuenca del Petén es una subregión de Mesoamérica, identificada para fines arqueológicos, localizada principalmente en el Departamento del Petén, Guatemala, y partes de Campeche, México, y Belice. 
Fue el epicentro de las grandes ciudades y estados de las tierras bajas mayas durante los periodos preclásico y clásico de la civilización maya, como el caso de Tikal, Calakmul, Caracol o El Mirador. Se caracterizó por un estilo arquitectónico singular, denominado estilo Petén, que se difundió a otras regiones del área maya y de Mesoamérica. También se caracterizó por la producción de estelas mayas con inscripciones glíficas que han contribuido a la reconstrucción histórica de la región durante el periodo Clásico, y se han descifrado a lo largo de las últimas décadas. Alrededor del siglo X se dio un colapso de los estados ubicados en esta región, seguido de un descenso poblacional durante los siguientes siglos. 

## Historia

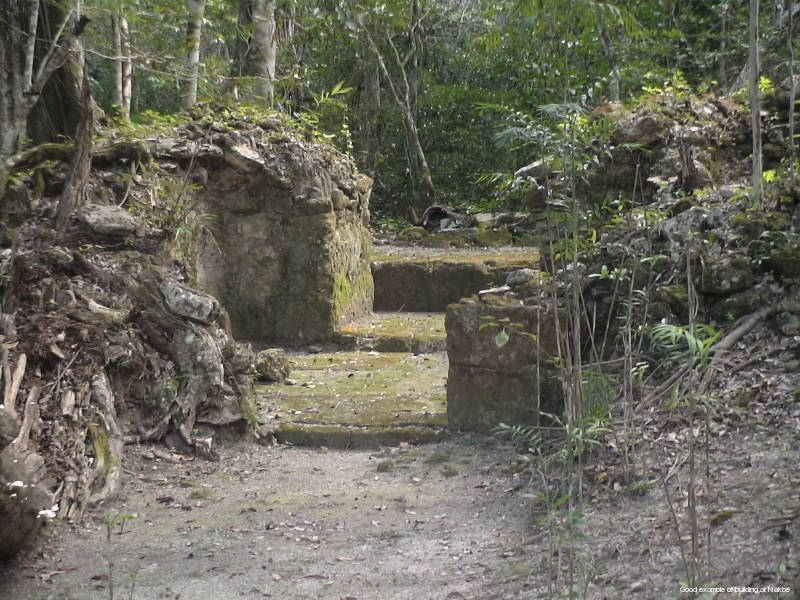
Edificio en el sitio arqueológico de Nakbé, uno de los más tempranos de la región.

### Preclásico
Durante la segunda mitad del milenio antes de Cristo, la cuenca del Petén surgieron los primeros asentamientos que evolucionaría a las primeras ciudades y estados de la región. El asentamiento más antiguo conocido es Cuello, en Belice, que fue ocupado desde el año 1200 A.C.; sin embargo, se ha encontrado a partir de radiocarbono del suelo y de polen que el maíz ya se cultivaba hacia el año 2800 A.C., el algodón y el chile hacia el año 1700 A.C.; y la yuca hacia el año 1000 A.C.

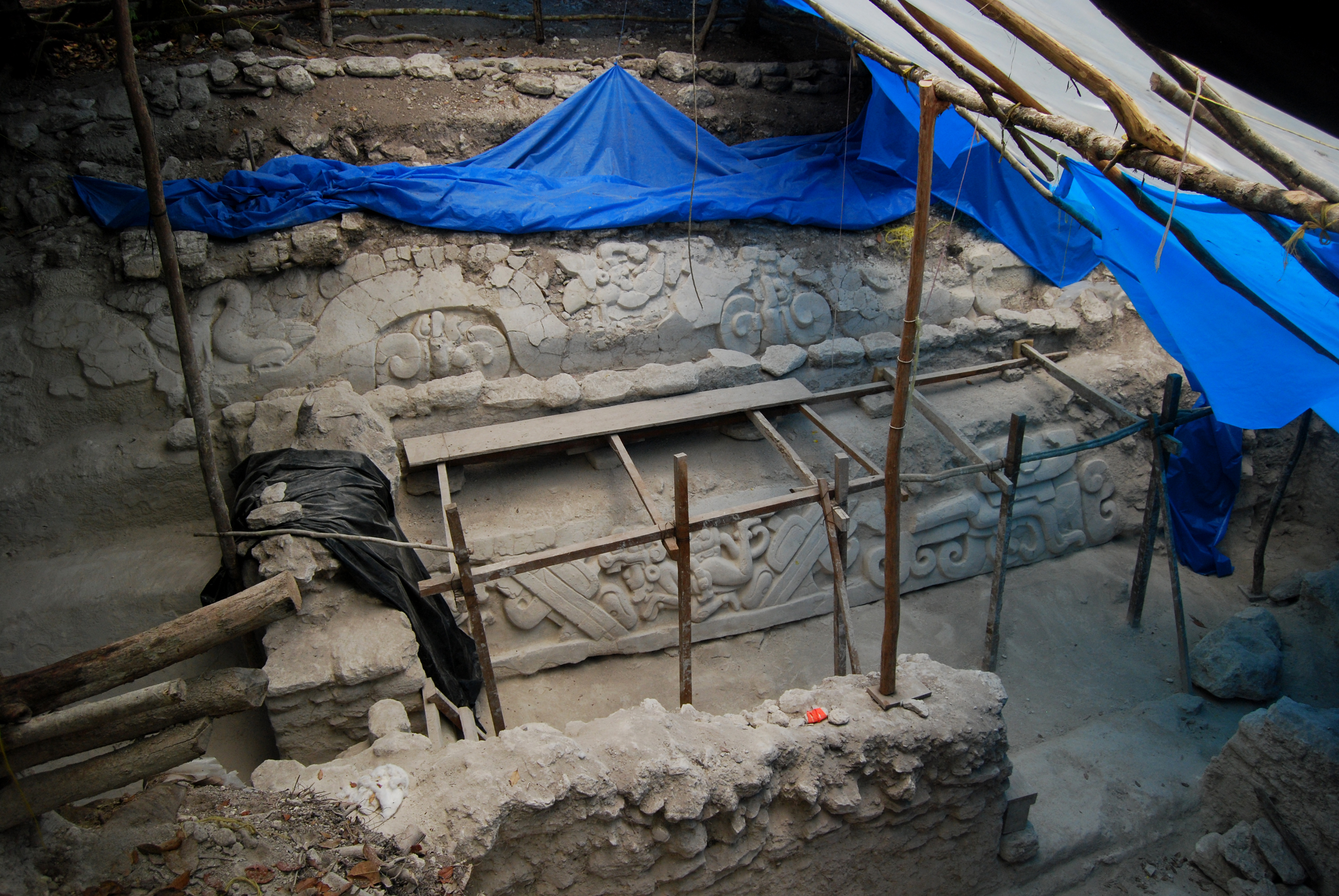
Excavaciones arqueológicas en un la Acrópolis de El Mirador.

Surgen ciudades en otras áreas como en la cuenca del Río Pasión, como Ceibal y Altar de Sacrificios, que mantuvieron marcados intercambios comerciales y culturales con la región olmeca del Golfo de México. En la cuenca del Río Holmul también surgieron ciudades como Cival y Yaxhá, y en la región de El Mirador surgieron grandes centros urbanos como Nakbé, Wakná y El Mirador. Hacia el Preclásico Tardío se la ciudad de El Mirador expandiría su hegemonía por la región conectado con otras ciudades mediante una red complicada de grandes calzadas, y se llegaría a una época donde se realizarían grandes construcciones de entre 40 a 72 metros de altura.
Entre el año 150 al 250 D.C., muchos de estos centros urbanos serían abandonados en lo que se denomina el Colapso del Preclásico Maya.

### Clásico
Más tarde, la cuenca del Petén se tornaría en pleno periodo clásico (ca. 200 – 900 d. C.) en el corazón de los asentamientos mayas de ésta, también denominada la región de las tierras bajas del Petén. En su apogeo, alrededor del siglo VIII d. C. se estima que la cuenca del Petén haya albergado varios millones de personas, siendo en la época una de las regiones más densamente pobladas del mundo. Se estima que algunas áreas específicas de esta cuenca hayan alcanzado la cifra de ca. 2,000 personas/km².[cita requerida]  La agricultura mesoamericana era extensiva y hay evidencias arqueológicas de que se pudo haber alcanzado un nivel de insostenibilidad debida al sobre cultivo que se practicó, llegándose a situaciones de hambruna, que pudo haber sido un factor clave para el colapso maya ocurrido hacia el siglo X de la era cristiana, y que tuvo como consecuencia la pérdida de cerca de 2/3 de la población de aquel entonces.[cita requerida]
Los yacimientos arqueológicos de Uaxactún, Tikal, Holmul, Machaquilá, Naranjo, Nakum, Piedras Negras, Altar de los Sacrificios en el Río Usumacinta, Waká, antes llamado El Perú, en el río San Pedro Mártir, Ceibal, Aguateca, en la laguna de Petexbatún, Cancuén, en el Río La Pasión, Topoxté y Yaxhá, entre otros muchos, muestran, hasta la fecha, remanentes importantes de la cultura maya de la cuenca del Petén. Los sitios arqueológicos de La Sufricaya y Holmul, entre otros, están también ubicados en esta cuenca.

El primer sitio declarado por la UNESCO Patrimonio mixto de la humanidad fue Tikal en la cuenca del Petén.

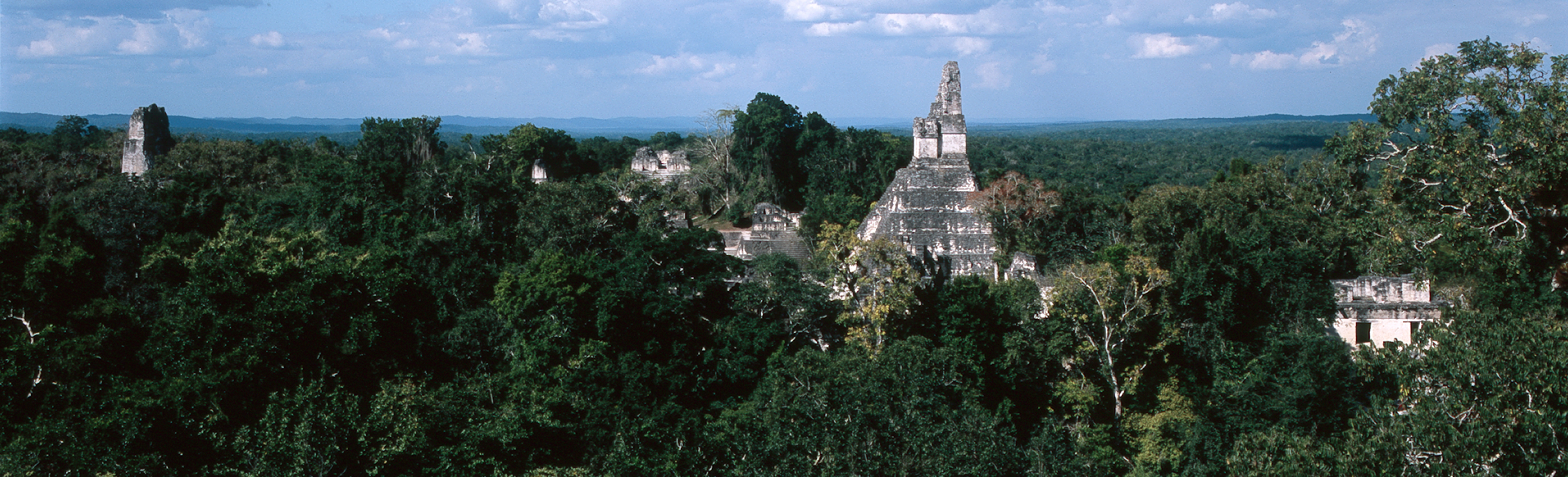
Tikal elevándose sobre el plano de la selva del Petén

### Colapso maya del periodo clásico
Después del colapso maya la población del área continuó disminuyendo, especialmente después de la introducción de la viruela por los españoles durante el proceso de conquista durante el siglo XVI.  Hernán Cortés, en su viaje a las Hibueras encabezó la primera expedición española a través del Petén y los reportes de su viaje hacen pensar, por ejemplo, en una gran ciudad como Tayasal solo parcialmente ocupada.

### La conquista española
Después del paso de Cortés, hubo varios intentos españoles para conquistar la región, pero no fue sino después de varios intentos y hasta finales del siglo XVII (1697), cuando una expedición proveniente de la Península de Yucatán, a través de Belice y Cobán, en Alta Verapaz, logró el cometido de someter a los mayas Couoh de Zacpetén y a los mayas Itzá de Tayasal.
La actual ciudad colonial de Flores se fundó sobre parte de las ruinas de Tayasal, y permaneció a lo largo de la época colonial como un centro aislado y mayormente selvático, en la Mesoamérica profunda. Durante la independencia de la región del imperio español en la primera parte del siglo XIX, cuando el presidente de Guatemala Rafael Carrera envió una fuerza militar a la ciudad de Flores en 1840 para reivindicar su soberanía sobre el lugar, los gobiernos, en proceso de consolidación, tanto de México como de Yucatán, decidieron que la región no merecía el esfuerzo de intentar matenerla dentro de su jurisdicción.[cita requerida]